# 대한민국 상법 제19조
대한민국 상법 제19조는 회사의 상호에 대한 상법총칙의 조문이다.

## 조문
제19조 (회사의 상호) 회사의 상호에는 그 종류에 따라 합명회사, 합자회사, 유한책임회사, 주식회사 또는 유한회사의 문자를 사용하여야 한다.